# Kristall Elektrostal
Pour les articles homonymes, voir Kristall (homonymie).
Le Kristall Elektrostal est un club de hockey sur glace d'Elektrostal, dans l'oblast de Moscou, en Russie. Il évolue dans la Vysshaya Liga, le second échelon russe.

## Historique
Le club est créé en 1949 sous le nom de Khimik Elektrostal. Il a changé plusieurs fois de nom au cours de son histoire:
- 1953: Klub imeni Karla Marksa Elektrostal
- 1954: DK imeni Karla Marksa Elektrostal
- 1956: Elektrostal
- 1968: Kristall Elektrostal
- 1971: Ledovyi Dvorets Sporta "Kristall"
- 2000: Elemach Elektrostal
- 2003: Kristall Elektrostal

En 2008, alors qu'il évolue en Vysshaya Liga, il signe une affiliation pour devenir le club-école du HC MVD Balashikha pensionnaire de la Ligue continentale de hockey .

## Palmarès
- Vainqueur de la Vysshaya Liga: 1972.